# プログレスM-59
プログレスM-59はロシア連邦宇宙局が国際宇宙ステーション(ISS)の補給のために打ち上げたプログレス補給船。NASAではProgress 24、24Pなどと称されており、プログレス-M(11F615A55)型で、シリアル番号は359であった。

## 運用
プログレスM-59は2007年1月18日2時12分13秒(GMT)にバイコヌール宇宙基地1/5発射台からソユーズ-Uロケットで打ち上げられた。1月20日1時59分(GMT)にピアースモジュールにドッキングした。5ヶ月間ドッキングを継続し、2007年8月1日14時7分(GMT)にドッキングを解除した。
プログレスM-59は同日の18時42分に軌道から離脱した。太平洋上で大気圏に再突入し、燃え残りは19時26分(GMT)ごろ海に落下した。

## 搭載貨物
プログレスM-59は国際宇宙ステーションの補給物資としてクルー向けの食料、水、酸素などのほか、科学研究用の装置類などを搭載していた。また、ステーションの生命維持系のための物品なども含まれていた。

## 註
1. ↑  McDowell, Jonathan. “Launch Log”.   Jonathan's Space Page. 2009年6月5日閲覧。
2. ↑  Wade, Mark. “Progress M”.   Encyclopedia Astronautica. 2016年7月11日閲覧。
3. 1 2  Zak, Anatoly. “Progress cargo ship”.   RussianSpaceWeb. 2009年6月5日閲覧。
4. ↑  Anikeev, Alexander. “Cargo spacecraft "Progress M-59"”.   Manned Astronautics - Figures & Facts. 2007年10月8日時点のオリジナルよりアーカイブ。2009年6月5日閲覧。
5. ↑  McDowell, Jonathan. “Satellite Catalog”.   Jonathan's Space Page. 2009年6月5日閲覧。